# 黃元彬
黃元彬（1892年1月—1962年6月23日），字質中。廣東省台山縣附城大亨鄉凌溪村人。民國37年（1948年）在廣東省第一選區當選第一屆立法委員。

## 生平
- 日本京都帝國大學法學部法學士畢業
- 鹽務署秘書[3]
- 中山大學法學院經濟系主任
- 中央大學法學院院長
- 1938年6月，任第一屆國民參政會參政員
- 1940年，任廣東省政府委員兼建設廳廳長[4]
- 民國37年，當選立法委員，曾出席第一屆立法院第一會期[5]。
- 1949年後，任中國人民銀行總行參事[6]

## 荣誉
- 三等景星勋章（1945年10月9日批准[7]）